# Flugunfall der Tupolew Tu-104 CCCP-42495 der Aeroflot
Am 25. Oktober 1962 kam es zum Flugunfall der Tupolew Tu-104 CCCP-42495 der Aeroflot, als eine Tupolew Tu-104 beim Start zu einem Testflug verunglückte, wobei alle 11 Insassen ums Leben kamen.

## Flugzeug und Insassen
Die eingesetzte Tupolew Tu-104 (Luftfahrzeugkennzeichen: CCCP-42495 Werknummer:021703) absolvierte ab dem 13. September 1960 bis zum Unfall 1.966 Flugstunden und 881 Flugzyklen. 
Die Tu-104 wurde zwischen dem 15. und dem 24. Oktober Wartungsarbeiten unterzogen, die nach 1.000 Flugstunden bzw. 100 Stunden Triebwerksbetrieb anstanden. Um die Querrudersteuerung zu überprüfen, wurde das Steuerhorn, mit dem sie verbunden war, entfernt. Die Arbeit des Fluggerätmechanikers sollte von seinem Vorgesetzten und einem Ingenieur überprüft werden. Im Anschluss sollte ein Testflug durchgeführt werden, bei dem 6 Techniker mit an Bord waren.
Die Besatzung bestand aus Flugkapitän Leonid Borisowitsch Rodionow, dem Ersten Offizier Anatoli Wasiljewitsch Krylow, dem Flugingenieur Wiktor Jefimowitsch Komosow, dem Navigator Wjatscheslaw Pawlowitsch Kusnezow und dem Funker Wladimir Iwanowitsch Jefremow.

## Verlauf
Zum Unfallzeitpunkt lag die Sichtweite bei 30 km. Die Tu-104 hob um 10:33 Uhr in Richtung Westen (248°) nach 1.550–1.600 m Startstrecke ab und begann nach links zu rollen. Zuerst streifte die Tupolew bei 90° Linksneigung mit der linken Tragfläche den Boden, bevor sie kopfüber mit 150° Linksneigung, Sekunden nach dem Abheben, in einem Wald zerschellte. Sowohl Fahrwerk als auch Landeklappen (10°) verblieben ausgefahren.

## Ursache
Bei der Wartung hatte der Mechaniker versehentlich die Kabel der Querruder vertauscht, weswegen die Querruder in die jeweils entgegengesetzte Richtung ausschlugen, zumal die Konstruktion der Tu-104 dies auch nicht verhinderte. Der Mechaniker lenkte im Nachhinein das Steuerhorn auch nicht aus, um seine Arbeit auf Fehler zu prüfen. Sein Vorgesetzter überprüfte ihn nicht, er war auch nicht geschult, und für den Ingenieur war es die erste Inspektion ohne Anleitung. Letztendlich vergaß auch Kapitän Rodionow, der 6 Techniker an Bord ließ, obwohl sie für den Testflug überflüssig waren, die Querruder bei den Startvorbereitungen auszulenken.